# Najlaa Eltom
Najlaa Osman Eltom (arabiska: نجلاء عثمان التوم), född 1975, är en sudanesisk författare, poet och översättare som sedan 2012 är bosatt i Sverige.
Eltom blev en del av den litterära scenen i Sudan under tidigt 2000-tal. 2001 medverkade hon vid den internationella bokmässan i Abu Dhabi och 2007 på Kairos bokmässa. Hon gav ut sin första diktsamling, The Doctrine of Thinness, i Kairo 2007. 2016 gavs hennes andra diktsamling ut i Istanbul. En del av hennes poesi har översatts till svenska och engelska, bland annat av Jasim Mohamed. Eltom har också översatt flera texter till engelska och arabiska.
Hon tog en masterexamen i engelsk litteratur vid Stockholms universitet 2015, genom stipendium från Svenska institutet. 2019 fick hon ett ettårigt arbetsstipendium från Sveriges författarfond.